# Hystrix javanica
Hystrix javanica és una espècie de mamífer rosegador de la família dels porcs espins del Vell Món. És endèmic d'Indonèsia, on se'l troba a les illes de Java, Bali, Sumbawa, Flores, Lombok, Madura i Tonahdjampea. El seu hàbitat natural són les planes, on viu en zones secundàries o degradades. És una espècie en risc mínim, és a dir, no sembla que hi hagi cap amenaça significativa per a la seva supervivència.